# Spirospermum penduliflorum
Spirospermum penduliflorum är en tvåhjärtbladig växtart som beskrevs av Dc.. Spirospermum penduliflorum ingår i släktet Spirospermum och familjen Menispermaceae. Inga underarter finns listade i Catalogue of Life.